# Gårdatorget
Gårdatorget är ett torg i stadsdelen Gårda i Göteborg. Det är numrerat 1-2 med fastighetsbeteckningarna Gårda 18:24 och 18:24.
Torget fick sitt namn 1987 efter läget i stadsdelen, och är cirka 80 meter långt. Det ligger i förlängningen av Gårdavägen i korsningen Fabriksgatan, där torgdelen finns i dess norra del. Före rivningarna av stadsdelens landshövdingehus på platsen, gick Gårdavägen ända fram till Södra Kustbanegatan - ungefär nuvarande Kungsbackaleden. På en karta från 1985 sträcker sig Gårdavägen fortfarande fram till Södra Kustbanegatan, som då gick innanför Kungsbackaleden.
Kvarteret norr om torget heter 18 kvarteret Svanen och söder om 21 kvarteret Falken.